# Sant Pere de Ribes
Sant Pere de Ribes är en ort och kommun i Spanien.   Den ligger i provinsen Província de Barcelona och regionen Katalonien, i den östra delen av landet, 500 km öster om huvudstaden Madrid. Antalet invånare är 29 149. Kommunens area är 41 kvadratkilometer. Sant Pere de Ribes gränsar till Olivella, Sitges, Vilanova i la Geltrú och Canyelles. 
Terrängen i Sant Pere de Ribes är platt åt sydväst, men åt nordost är den kuperad.